# Église Notre-Dame-de-l'Assomption de Villefranche-de-Lauragais
L’église Notre-Dame-de-l'Assomption de Villefranche-de-Lauragais, fut bâtie au XIIIe siècle par Jeanne de Toulouse qui mourut de la peste.
Le clocher de l'église a été inscrit au titre des monuments historiques en 1927.

## Architecture
La façade présente un clocher-mur fortifié de type toulousain, percé de deux étages de baies. Le mur est encadré de deux tours octogonales. Dans l'axe est pratiquée la porte d'entrée en tiers point. Le portail est de forme ogivale. L'archivolte est encadrée de trois voussures qui sont elles-mêmes décorées de petit chapiteaux. Les chapiteaux des colonnes sont formés de deux étages de feuillages. La séparation entre le niveau de la voûte et le premier étage du clocher est marquée par une bande en dents d'engrenage. Les deux étages sont percés chacun de trois baies aux arcatures en forme de mitre.
L'église présente des voûtes gothiques surbaissées et un vaste dôme aussi appelé nef. Dans l’abside se trouve un retable du XVe siècle.
Elle est constituée de briques qui ont été cuites dans la tuilerie seigneuriale de Villefranche-de-Lauragais. L’argile particulière du Lauragais prend une couleur rosée. Cette particularité de couleur s’appelle le « Chafrénad ».
Une statue polychrome représente le passage de la Visitation du Nouveau Testament, cette statue aurait été créée au début du XVIe siècle.

## Histoire
Cette église fut bâtie en 1262 après la croisade contre les albigeois qui étaient considérés comme des hérétiques par l'Église catholique. Ce monument a été construit devant la « route royale » qui devint après la Révolution la « grande rue ».
En 1285 à l'occasion d'une croisade, le roi Philippe III, la reine Marie de Brabant, des hommes d'armes et agents du roi font un arrêt à Villefranche, et le roi et son épouse visitent l'église et prient pour leur tante Jeanne de Toulouse, fondatrice de l'église.
Au Moyen-Âge, l'assemblée communautaire est abritée par l'église de Notre-Dame-de-l'Assomption. Au XVIe siècle plusieurs visites pastorales ont lieu, qui permettent de connaître l'agencement de l'église à plusieurs époques.
Une Sainte-Trinité en grès, autrefois sur la partie droite de la façade de l'église, est aujourd’hui à l'intérieur.
Dans le clocher-mur sont nichées trois cloches (comme dans la plupart des clochers-murs).
Une cloche de ce clocher date de 1548, une autre de 1584 et la troisième n'est pas répertoriée (les cloches ont peut-être été changées depuis).
Après le concordat de 1801, un archiprêtre qui gouverne pour l'archevêque, officie à Villefranche-de-Lauragais au lieu de Gardouch.

### L'édification de Notre-Dame-de-l'Assomption
Un paréage entre Sicard Alamav et le chevalier Guillaume Pierre de Vasagne, seigneur de Gardouch et propriétaire des terres, est à l'origine de l'entreprise d'édification.
Avant de construire l'église, les terrains furent bénis. Les ouvriers présents sur le chantier étaient principalement des serfs en quête d'affranchissement et des vilains francs. Des bœufs sont utilisés pour transporter les charges lourdes.

## L'orgue
L'église de Villefranche-de-Lauragais abrite un orgue de 1850 construit par Frédéric Jungk, remanié en 1920 par Théodore Puget, et inauguré à cette occasion par Georges Débat-Ponsan, organiste de la Basilique Notre-Dame la Daurade. Gérard Bancells le restaure en 2001.
L'instrument compte 18 jeux répartis sur deux claviers et un pédalier. 

L'organiste titulaire de l'église de Villefranche-de-Lauragais est Emanuel Zozor.
| I Grand-Orgue |         |
| Montre        | 8′      |
| Bourdon       | 8′      |
| Salicional    | 8′      |
| Prestant      | 4′      |
| Doublette     | 2′      |
| Plein Jeu     | II-III′ |
| Trompette     | 8′      |

| II Récit expressif |    |
| Bourdon            | 8′ |
| Gambe              | 8′ |
| Voix Céleste       | 8′ |
| Flûte              | 4′ |
| Hautbois           | 8′ |
| Cornet             |    |
| Voix humaine       | 8' |

| Pédale    |     |
| Flûte     | 8′  |
| Bourdon   | 16' |
| Trompette | 8′  |
| Clairon   | 4'  |

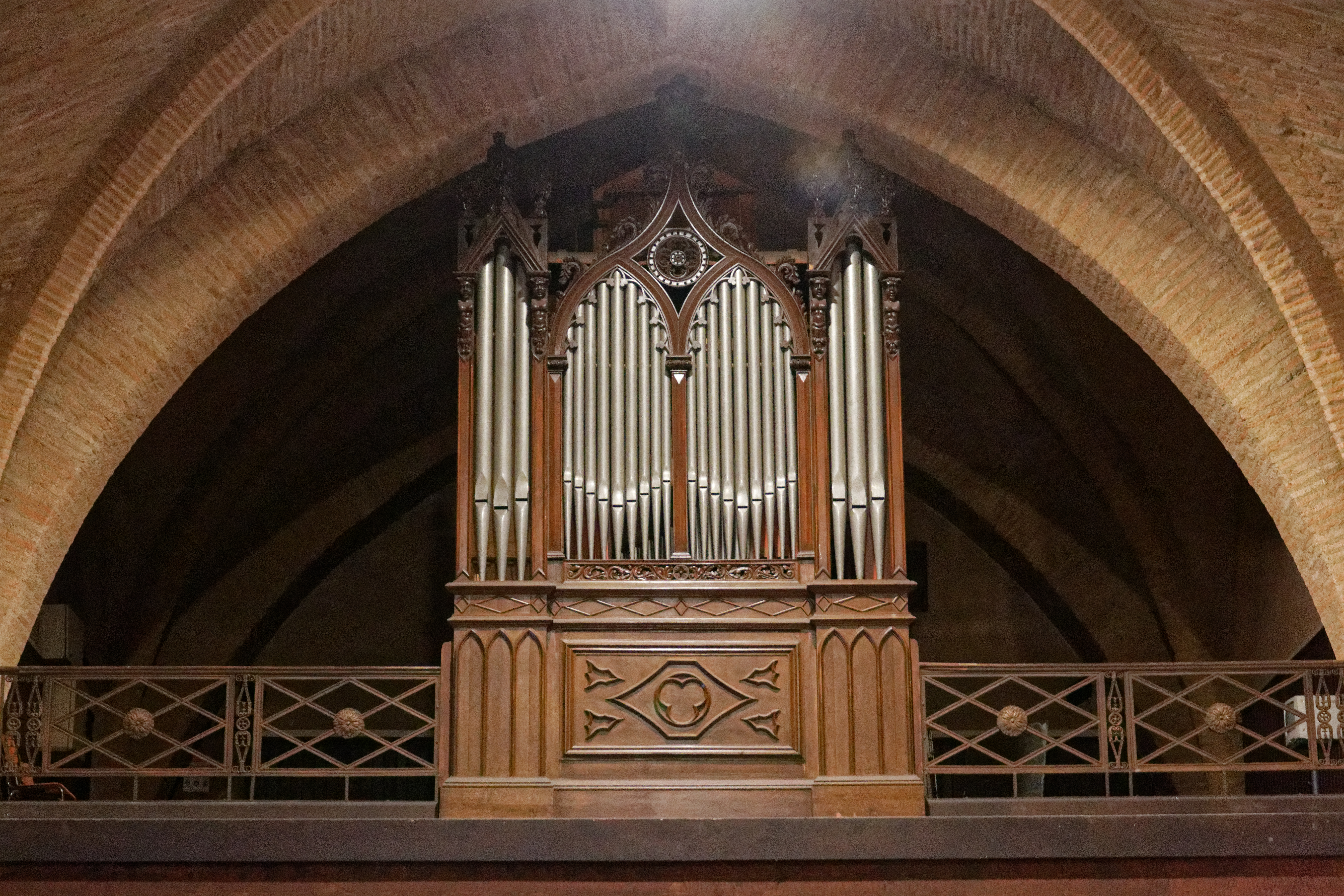
l'Orgue de tribune, vu depuis la nef.

## Galerie de photos

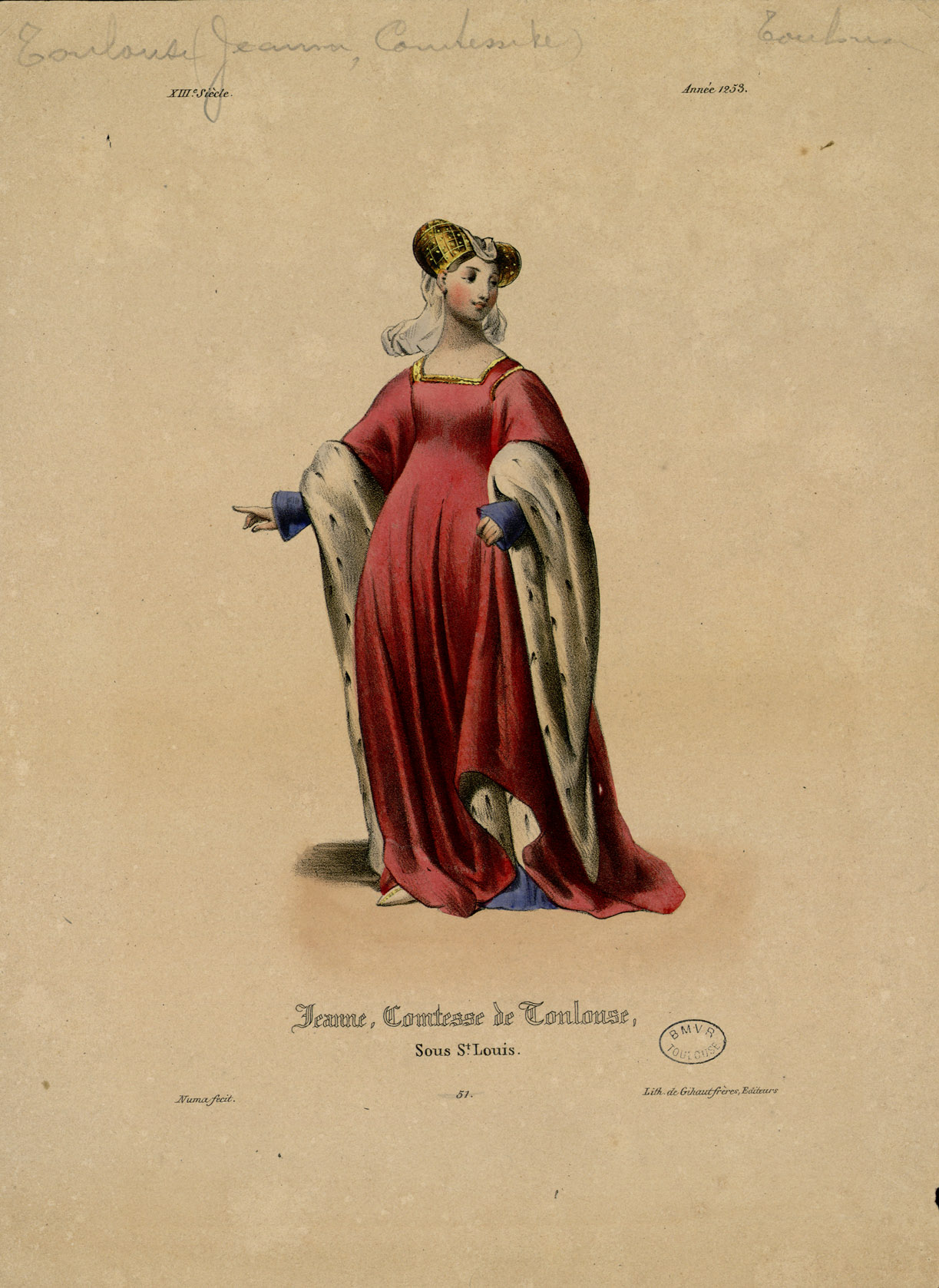
Jeanne, comtesse de Toulouse, sous saint Louis (1253)
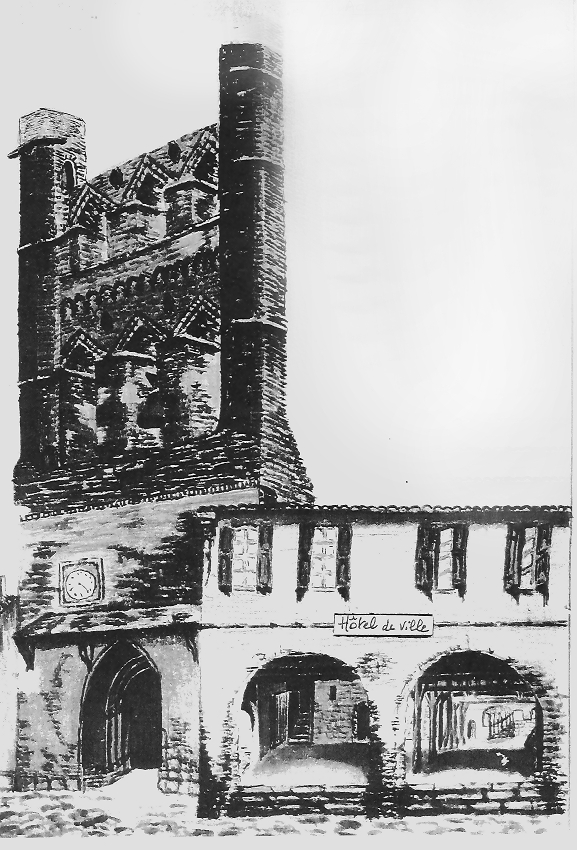
Aquarelle du XIXe siècle
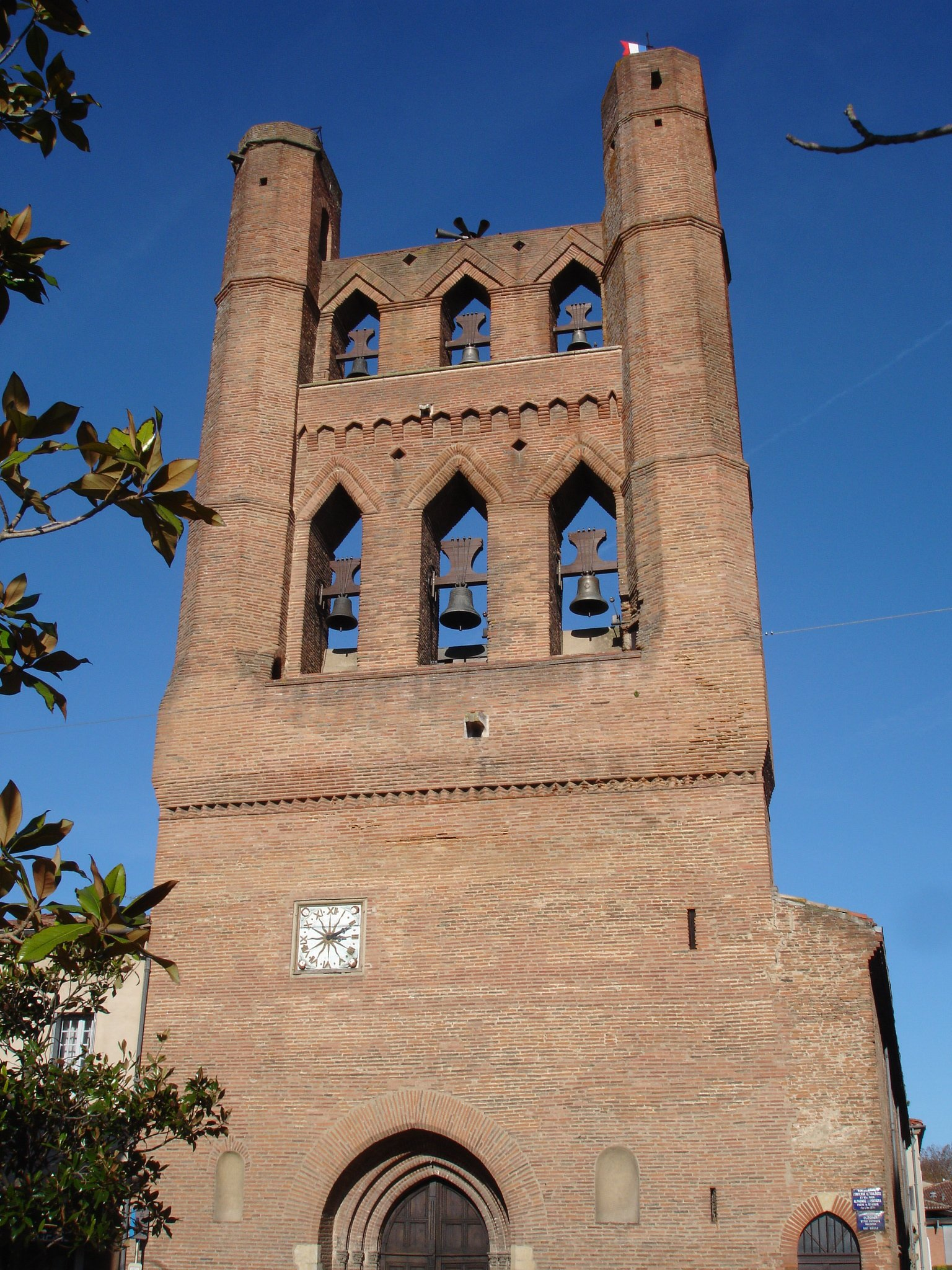
Le clocher-mur
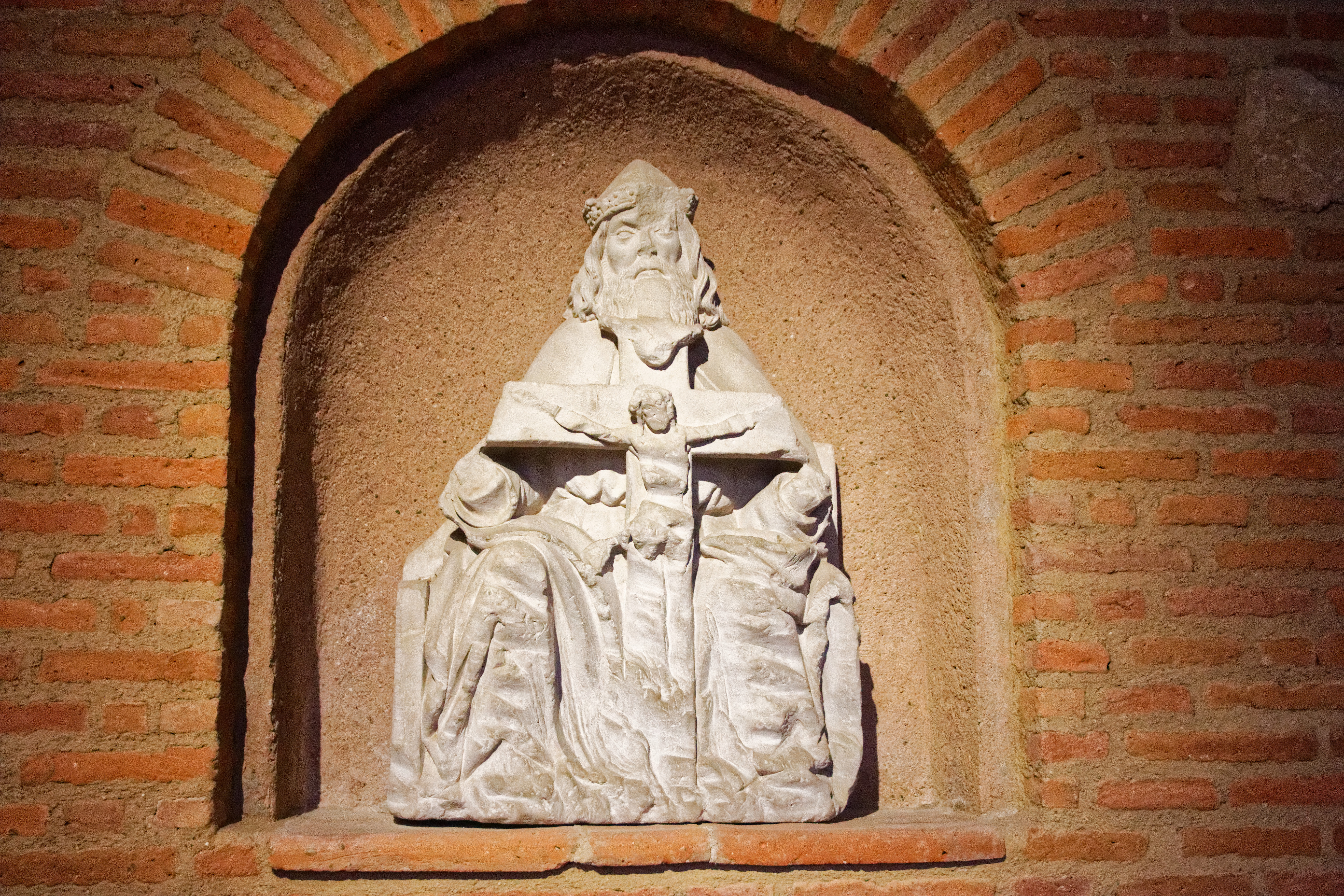
La Sainte-Trinité
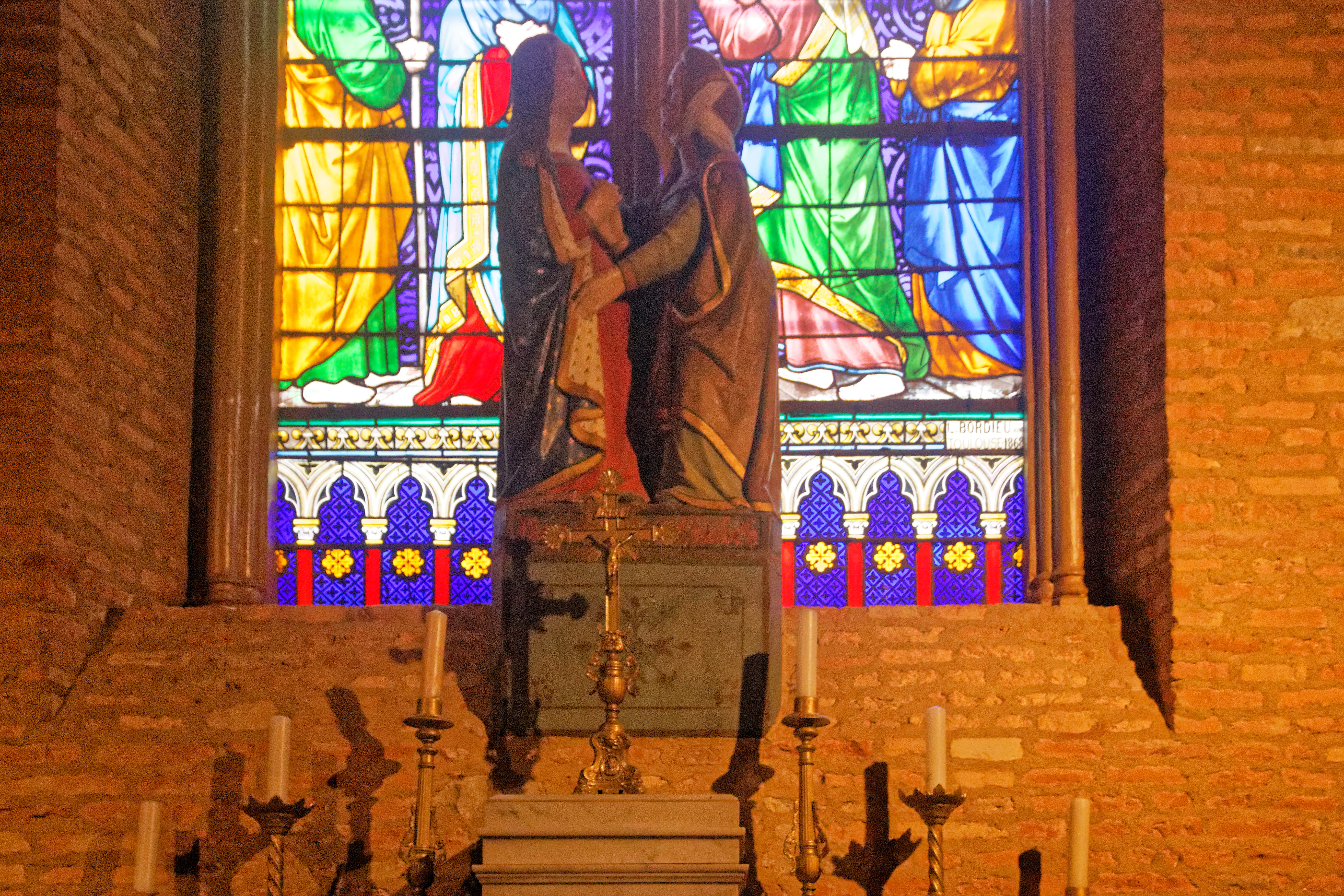
La Visitation et des vitraux